# タカラレーベン・インフラ投資法人
タカラレーベン・インフラ投資法人（-とうしほうじん）は、かつて東京都千代田区に本部を置いていた投資法人。かつて東証に上場していたインフラファンドである。

## 概要
2016年（平成28年）6月2日、日本で初めて上場したインフラファンドである。
タカラレーベンがスポンサーで、資産運用会社はタカラレーベン100%子会社の「タカラアセットマネジメント株式会社」である。
投資対象は、再生可能エネルギー発電設備等（太陽光発電設備等）である。太陽光発電の設備と土地を保有し、賃借人（兼オペレータが多い）から賃料を受け取る投資形態である。

## 沿革
- 2015年（平成27年）8月5日 - 本投資法人の設立
- 2015年（平成27年）9月2日 - 投信法第189条に基づく登録（登録番号 関東財務局長 第105号）
- 2016年（平成28年）6月2日 - 東京証券取引所インフラファンド市場に上場
- 2023年（令和5年）2月1日 - 上場廃止

## ポートフォリオ
投資資産は、すべて太陽光発電設備等である。
2021年5月（第11期）現在で、38件、資産総額507.4億円、131MW。オペレータはすべてタカラレーベン。